# Lijst van gemeentelijke monumenten in Maasdriel
De gemeente Maasdriel kent 164 gemeentelijke monumenten. Hieronder een overzicht. 

## Alem
De plaats Alem kent 11 gemeentelijke monumenten:
| Object                    | Bouwjaar | Architect     | Locatie                 | Coördinaten                   | Nr.         | Afbeelding                |
| ------------------------- | -------- | ------------- | ----------------------- | ----------------------------- | ----------- | ------------------------- |
| Pastorie / woonhuis       | 1875     |               | St. Odradastraat 2      | 51° 47' 19" NB, 5° 20' 20" OL | 0263/G26501 | Pastorie / woonhuis       |
| Boerderij                 | 1830     |               | St. Odradastraat 4      | 51° 47' 18" NB, 5° 20' 20" OL | 0263/G26502 | Boerderij                 |
| Woonhuis / horeca         |          |               | St. Odradastraat 5      | 51° 47' 20" NB, 5° 20' 21" OL | 0263/G26503 | Woonhuis / horeca         |
| Berging (oorsp. hooiberg) |          |               | St. Odradastraat 5      | 51° 47' 20" NB, 5° 20' 21" OL | 0263/G26504 | Berging (oorsp. hooiberg) |
| Boerderij                 | 1880     |               | St. Odradastraat 6      | 51° 47' 17" NB, 5° 20' 20" OL | 0263/G26505 | Boerderij                 |
| R.K. Hubertuskerk         | 1875     | A. van Veggel | St. Odradastraat 7      | 51° 47' 19" NB, 5° 20' 22" OL | 0263/G26506 | R.K. Hubertuskerk         |
| Boerderij                 |          |               | St. Odradastraat 9      | 51° 47' 18" NB, 5° 20' 21" OL | 0263/G26507 | Upload foto               |
| Baarhuisje / kerkhofmuur  |          |               | St. Odradastraat bij 12 |                               | 0263/G26508 | Baarhuisje / kerkhofmuur  |
| Grafheuvel                |          |               | De Steeg (ongen.)       |                               | 0263/G26509 | Upload foto               |
| Pomphuisje                |          |               | Veerdam (ongen.)        | 51° 47' 1" NB, 5° 21' 33" OL  | 0263/G26510 | Pomphuisje                |
| Gemaal                    |          |               | Veerdam (ongen.)        | 51° 47' 1" NB, 5° 21' 33" OL  | 0263/G26511 | Gemaal                    |

## Ammerzoden
De plaats Ammerzoden kent 9 gemeentelijke monumenten:
| Object                             | Bouwjaar | Architect      | Locatie                 | Coördinaten                   | Nr.         | Afbeelding            |
| ---------------------------------- | -------- | -------------- | ----------------------- | ----------------------------- | ----------- | --------------------- |
| (Woon)boerderij                    | 1938     |                | Achterstraat 1          | 51° 44' 54" NB, 5° 13' 45" OL | 0263/G08101 | (Woon)boerderij       |
| Woonhuis                           |          |                | Ammerstraat 4           | 51° 44' 56" NB, 5° 13' 22" OL | 0263/G08102 | Woonhuis              |
| Woonhuis                           |          |                | Ammerstraat 16          | 51° 44' 54" NB, 5° 13' 18" OL | 0263/G08103 | Woonhuis              |
| H. Willebrorduskerk                | 1953     | Putten, H. van | Meester la Grostraat 1  | 51° 44' 56" NB, 5° 13' 30" OL | 0263/WN02   | Meer afbeeldingen     |
| Woonhuis                           | 1909     |                | Meester la Grostraat 3  | 51° 44' 57" NB, 5° 13' 31" OL | 0263/G08104 | Woonhuis              |
| (alleen het) voorhuis              |          |                | Meester la Grostraat 5  | 51° 44' 58" NB, 5° 13' 33" OL | 0263/G08105 | (alleen het) voorhuis |
| Herenhuis / pastorie met koetshuis |          |                | Meester la Grostraat 27 | 51° 45' 3" NB, 5° 13' 34" OL  | 0263/G08106 | Meer afbeeldingen     |
| (Woon)boerderij                    |          |                | Haarstraat 1            | 51° 44' 55" NB, 5° 13' 35" OL | 0263/G08107 | (Woon)boerderij       |
| Pastorie                           |          |                | Hogesteeg 2             | 51° 44' 57" NB, 5° 13' 27" OL | 0263/WN03   | Pastorie              |

## Hedel
De plaats Hedel kent 18 gemeentelijke monumenten:
| Object                       | Bouwjaar | Architect     | Locatie                                             | Coördinaten                   | Nr.         | Afbeelding                   |
| ---------------------------- | -------- | ------------- | --------------------------------------------------- | ----------------------------- | ----------- | ---------------------------- |
| Woonhuis                     | 1932     |               | Pr. Bernhardstraat 29                               | 51° 44' 53" NB, 5° 15' 32" OL | 0263/G21001 | Woonhuis                     |
| Woonhuis                     | 1931     |               | Pr. Bernhardstraat 31                               | 51° 44' 54" NB, 5° 15' 31" OL | 0263/G21002 | Woonhuis                     |
| Woonhuis                     | 1931     |               | Pr. Bernhardstraat 33                               | 51° 44' 54" NB, 5° 15' 31" OL | 0263/G21003 | Woonhuis                     |
| Woonhuis                     | 1935     |               | Pr. Bernhardstraat 35                               | 51° 44' 55" NB, 5° 15' 31" OL | 0263/G21004 | Woonhuis                     |
| Woonhuis                     | 1935     |               | Pr. Bernhardstraat 37                               | 51° 44' 55" NB, 5° 15' 31" OL | 0263/G21005 | Upload foto                  |
| Gemaal                       |          |               | Blankensteijn (ongen.)                              |                               | 0263/G21006 | Gemaal                       |
| Woonhuis                     | 1895     |               | Kerkstraat 5                                        | 51° 44' 46" NB, 5° 15' 33" OL | 0263/G21007 | Woonhuis                     |
| Woonhuis Heleen              | 1933     |               | Veldweg 5                                           | 51° 44' 58" NB, 5° 15' 47" OL | 0263/G21009 | Upload foto                  |
| Woonhuis                     | 1939     |               | Veldweg 7                                           | 51° 44' 58" NB, 5° 15' 48" OL | 0263/G21010 | Woonhuis                     |
| Woonhuis Hogenhof            | 1937     |               | Veldweg 9                                           | 51° 44' 59" NB, 5° 15' 48" OL | 0263/G21011 | Woonhuis Hogenhof            |
| Woonhuis                     | 1939     |               | Veldweg 11                                          | 51° 44' 59" NB, 5° 15' 48" OL | 0263/G21012 | Woonhuis                     |
| Voormalig gemeentehuis Hedel | 1882     |               | Voorstraat 2                                        | 51° 44' 37" NB, 5° 15' 47" OL | 0263/G21013 | Voormalig gemeentehuis Hedel |
| Oorlogsmonument              | 1956     | John Grosman  | Kon. Wilhelminastraat/Uithovensestraat              | 51° 44' 43" NB, 5° 15' 35" OL | 0263/WN01   | Oorlogsmonument              |
| Pastorie                     |          |               | Kon. Wilhelminastraat 4                             | 51° 44' 43" NB, 5° 15' 39" OL | 0263/G21014 | Pastorie                     |
| R.K. Wilibrorduskerk         | 1949     | C.H. de Bever | Kon. Wilhelminastraat bij 4                         |                               | 0263/G21015 | R.K. Wilibrorduskerk         |
| Woonhuis                     | 1940     |               | Kon. Wilhelminastraat 43                            | 51° 44' 54" NB, 5° 15' 44" OL | 0263/G21016 | Woonhuis                     |
| Woonhuis                     | 1937     |               | Kon. Wilhelminastraat 47                            | 51° 44' 55" NB, 5° 15' 45" OL | 0263/G21017 | Woonhuis                     |
| Woonhuis                     | 1940     |               | Kon. Wilhelminastraat 57 (voorheen Veldweg 3) Hedel | 51° 44' 46" NB, 5° 15' 36" OL | 0263/G21008 | Woonhuis                     |

## Heerewaarden
De plaats Heerewaarden kent 6 gemeentelijke monumenten:
| Object                              | Bouwjaar | Architect | Locatie                 | Coördinaten                   | Nr.               | Afbeelding                          |
| ----------------------------------- | -------- | --------- | ----------------------- | ----------------------------- | ----------------- | ----------------------------------- |
| Woonhuis                            | 1870     |           | Hogestraat 7            | 51° 49' 7" NB, 5° 23' 43" OL  | 0263/G21201       | Woonhuis                            |
| Woonhuis                            | 1905     |           | Hogestraat 15           | 51° 49' 5" NB, 5° 23' 43" OL  | 0263/G21202       | Meer afbeeldingen                   |
| Kerk (N.H.)                         | 1849     |           | Hogestraat 20           | 51° 49' 4" NB, 5° 23' 41" OL  | 0263 21200/G21203 | Meer afbeeldingen                   |
| Voormalig gemeentehuis Heerewaarden | 1891     |           | Hogestraat 26           | 51° 49' 3" NB, 5° 23' 41" OL  | 0263/G21204       | Voormalig gemeentehuis Heerewaarden |
| Pand (3 woonhuizen)                 |          |           | Hogestraat 26a,28 en 30 | 51° 49' 3" NB, 5° 23' 41" OL  | 0263/G21205       | Meer afbeeldingen                   |
| Boerderij                           | 1813     |           | Huizendijk 6            | 51° 49' 19" NB, 5° 23' 53" OL | 0263/G21206       | Meer afbeeldingen                   |

## Hoenzadriel
De plaats Hoenzadriel kent 3 gemeentelijke monumenten:
| Object                   | Bouwjaar | Architect | Locatie              | Coördinaten                   | Nr.         | Afbeelding               |
| ------------------------ | -------- | --------- | -------------------- | ----------------------------- | ----------- | ------------------------ |
| Herenboerderij Vredeshof | 1870     |           | Hoenzadrielsedijk 4  | 51° 45' 38" NB, 5° 20' 32" OL | 0263/G26512 | Herenboerderij Vredeshof |
| Boerderij                |          |           | Hoenzadrielsedijk 18 | 51° 45' 12" NB, 5° 19' 45" OL | 0263/G26513 | Boerderij                |
| Woonhuiskerk             |          |           | Kievitsham 99,101    | 51° 45' 13" NB, 5° 19' 45" OL | 0263/G26514 | Woonhuiskerk             |

## Hurwenen
De plaats Hurwenen kent 20 gemeentelijke monumenten:
| Object                                               | Bouwjaar  | Architect            | Locatie                 | Coördinaten                   | Nr.                    | Afbeelding                                           |
| ---------------------------------------------------- | --------- | -------------------- | ----------------------- | ----------------------------- | ---------------------- | ---------------------------------------------------- |
| Woonhuis (oorspronkelijk gemeentehuis, later school) | 1860      |                      | Dorpsplein 1-3-5        | 51° 48' 42" NB, 5° 18' 46" OL | 0263/G32747            | Woonhuis (oorspronkelijk gemeentehuis, later school) |
| Transformatorhuisje                                  |           |                      | Dorpsstraat (ongen.)    |                               | 0263/G32748            | Transformatorhuisje                                  |
| Boerderij en Hooiberg                                | 1870      |                      | Dorpsstraat 2           | 51° 47' 13" NB, 5° 14' 22" OL | 0263/G32749            | Boerderij en Hooiberg                                |
| Woonhuis/atelierruimte (oorspronkelijk RK-kerk)      |           |                      | Dorpsstraat 9-11        | 51° 48' 42" NB, 5° 18' 46" OL | 0263/G32750            | Woonhuis/atelierruimte (oorspronkelijk RK-kerk)      |
| Kerk (N.H.)                                          | 1949      | Pothoven, H.A. en G. | Dorpsstraat 14          | 51° 48' 42" NB, 5° 18' 45" OL | 0263/G32751            | Kerk (N.H.)                                          |
| Boerderij                                            | 1850      |                      | Dorpsstraat 18          | 51° 48' 38" NB, 5° 18' 49" OL | 0263/G32752            | Boerderij                                            |
| Boerderij                                            | 1850      |                      | Dorpsstraat 22          | 51° 48' 36" NB, 5° 18' 50" OL | 0263/G32753            | Boerderij                                            |
| Boerderij                                            | 1856      |                      | Dorpsstraat 24          | 51° 48' 34" NB, 5° 18' 50" OL | 0263/G32754            | Boerderij                                            |
| Boerderij                                            | 1932      |                      | Dorpsstraat 28          | 51° 48' 28" NB, 5° 18' 33" OL | 0263/G32755            | Boerderij                                            |
| Boerderij Vaalshof                                   | 1910      |                      | Dorpsstraat 29          | 51° 48' 26" NB, 5° 18' 35" OL | 0263/G32756            | Boerderij Vaalshof                                   |
| Boerderij                                            |           |                      | Jannestraat 1           | 51° 48' 8" NB, 5° 17' 33" OL  | 0263/G32757            | Boerderij                                            |
| Boerderij                                            |           |                      | Ketelsteeg 11           | 51° 48' 22" NB, 5° 17' 2" OL  | 0263/G32758            | Boerderij                                            |
| Boerderij                                            |           |                      | Ketelsteeg 21           | 51° 48' 9" NB, 5° 16' 57" OL  | 0263/G32759            | Upload foto                                          |
| Woonhuis                                             | 1860      |                      | Molenstraat 22          | 51° 48' 39" NB, 5° 19' 25" OL | 0263/G32760            | Woonhuis                                             |
| Woonhuis                                             | 1910      | H. de Visser         | Molenstraat 26-28       | 51° 48' 34" NB, 5° 19' 17" OL | 0263/G32761, G32762    | Woonhuis                                             |
| Woonhuis                                             | 1927      |                      | Waaldijk 31-33-35-37-39 | 51° 48' 43" NB, 5° 19' 34" OL | 0263/G32763 t/m G32767 | Woonhuis                                             |
| Boerderij                                            | 1814-1817 |                      | Waaldijk 59             | 51° 48' 56" NB, 5° 19' 24" OL | 0263/G32768            | Boerderij                                            |
| Woonhuis                                             | 1935      |                      | Waaldijk 67             | 51° 48' 52" NB, 5° 19' 10" OL | 0263/G32769            | Woonhuis                                             |
| Woonhuis                                             |           |                      | Waaldijk 79             | 51° 48' 47" NB, 5° 18' 59" OL | 0263/G32770            | Woonhuis                                             |
| (Woon)boerderij                                      | 1930      |                      | Waaldijk 81             | 51° 48' 47" NB, 5° 18' 58" OL | 0263/G32771            | (Woon)boerderij                                      |

## Kerkdriel
De plaats Kerkdriel kent 27 gemeentelijke monumenten:
| Object                                       | Bouwjaar    | Architect            | Locatie                     | Coördinaten                   | Nr.         | Afbeelding                                   |
| -------------------------------------------- | ----------- | -------------------- | --------------------------- | ----------------------------- | ----------- | -------------------------------------------- |
| Woonhuis                                     |             |                      | Hintham 2                   | 51° 46' 19" NB, 5° 20' 37" OL | 0263/G26515 | Upload foto                                  |
| Kantoor (oorspronkelijk woonhuis/postkantoor | 1904        |                      | Kerkstraat 18,20            | 51° 46' 19" NB, 5° 20' 25" OL | 0263/G26517 | Kantoor (oorspronkelijk woonhuis/postkantoor |
| H. Martinuskerk                              | 1954        | Deur en Pouderoyen   | Kerkstraat 26               | 51° 46' 19" NB, 5° 20' 17" OL | 0263/WN04   | Meer afbeeldingen                            |
| Pastorie (R.K.)                              | circa. 1830 |                      | Kerkstraat 41               | 51° 46' 18" NB, 5° 20' 20" OL | 0263/G26518 | Pastorie (R.K.)                              |
| Woonhuis                                     | 1789        |                      | Kerkstraat 43               | 51° 46' 17" NB, 5° 20' 18" OL | 0263/G26519 | Woonhuis                                     |
| Woonhuis (praktijkr))                        |             |                      | Kievitsham 5                | 51° 45' 56" NB, 5° 20' 25" OL | 0263/G26520 | Upload foto                                  |
| Woonhuis (dubbel)                            |             |                      | Maasbandijk 9,11            | 51° 46' 30" NB, 5° 20' 33" OL | 0263/G26521 | Upload foto                                  |
| Woonhuis                                     | 1844        |                      | Maasbandijk 13              | 51° 46' 29" NB, 5° 20' 33" OL | 0263/G26522 | Woonhuis                                     |
| Woonhuisbedrijfspand                         |             |                      | Maasbandijk 14              | 51° 46' 32" NB, 5° 20' 30" OL | 0263/G26523 | Upload foto                                  |
| Woonhuis                                     |             |                      | Maasbandijk 15              | 51° 46' 29" NB, 5° 20' 35" OL | 0263/G26524 | Upload foto                                  |
| Schuur                                       |             |                      | Maasbandijk (bij)17         |                               | 0263/G26525 | Schuur                                       |
| Woonhuis                                     | 1830        |                      | Maasbandijk 19              | 51° 46' 27" NB, 5° 20' 36" OL | 0263/G26526 | Woonhuis                                     |
| Woonhuis                                     |             |                      | Maasbandijk 24              | 51° 46' 29" NB, 5° 20' 32" OL | 0263/G26527 | Upload foto                                  |
| Woonhuis                                     |             |                      | Maasbandijk 30              | 51° 46' 28" NB, 5° 20' 33" OL | 0263/G26528 | Upload foto                                  |
| Tuinmuur                                     |             |                      | Molenstraat (ongen.)        |                               | 0263/G26529 | Tuinmuur                                     |
| Woonhuis                                     | 1850        |                      | Molenstraat 13 (voorh 3)    |                               | 0263/G26530 | Woonhuis                                     |
| Woonhuis(dubbel)                             | 1890        | N. van Haaren        | Nieuwstraat 7,9             | 51° 46' 26" NB, 5° 20' 28" OL | 0263/G26531 | Woonhuis(dubbel)                             |
| Woonhuis (oorspr. polderhuis)                | 1880        |                      | Nieuwstraat 11              | 51° 46' 26" NB, 5° 20' 29" OL | 0263/G26532 | Woonhuis (oorspr. polderhuis)                |
| Hervormde kerk                               | 1953        | Pothoven, H.A. en G. | Teisterbandstraat 1         | 51° 46' 19" NB, 5° 20' 30" OL | 0263/WN05   | Meer afbeeldingen                            |
| Woonhuis(3)pastorie NH(5)                    |             |                      | Teisterbandstraat 3,5       | 51° 46' 18" NB, 5° 20' 32" OL | 0263/G26533 | Upload foto                                  |
| Woonhuisbedrijfspand                         | 1869        |                      | Teisterbandstraat 16        | 51° 46' 17" NB, 5° 20' 28" OL | 0263/G26534 | Woonhuisbedrijfspand                         |
| Voormalig Christelijke lagere school         | 1893        |                      | Teisterbandstraat 40        | 51° 46' 9" NB, 5° 20' 28" OL  | 0263/G26535 | Voormalig Christelijke lagere school         |
| Woonhuis                                     |             |                      | Teisterbandstraat 47        | 51° 46' 8" NB, 5° 20' 30" OL  | 0263/G26536 | Upload foto                                  |
| (Woon)boerderij                              |             |                      | Wiekerseweg 4               | 51° 46' 35" NB, 5° 18' 52" OL | 0263/G26537 | Upload foto                                  |
| Voormalig gemeentehuis Maasdriel             | 1888        | Derk Semmelink       | Monseigneur Zwijsenplein 2  | 51° 46' 25" NB, 5° 20' 26" OL | 0263/G26538 | Voormalig gemeentehuis Maasdriel             |
| Woonhuis                                     |             |                      | Monseigneur Zwijsenplein 27 | 51° 46' 21" NB, 5° 20' 28" OL | 0263/G26539 | Upload foto                                  |
| Woonhuispraktijk                             | 1910        |                      | Monseigneur Zwijsenplein 32 | 51° 46' 20" NB, 5° 20' 26" OL | 0263/G26540 | Woonhuispraktijk                             |

## Rossum
De plaats Rossum kent 48 gemeentelijke monumenten. Zie de lijst van gemeentelijke monumenten in Rossum

## Velddriel
De plaats Velddriel kent 5 gemeentelijke monumenten:
| Object                        | Bouwjaar | Architect                                      | Locatie          | Coördinaten                   | Nr.         | Afbeelding                    |
| ----------------------------- | -------- | ---------------------------------------------- | ---------------- | ----------------------------- | ----------- | ----------------------------- |
| Boerderij                     |          |                                                | Voorstraat 49    | 51° 46' 12" NB, 5° 18' 31" OL | 0263/G26541 | Upload foto                   |
| Voormalige R.K. jongensschool | 1880     | H.J van Tulder                                 | Voorstraat 70,72 | 51° 46' 15" NB, 5° 18' 31" OL | 0263/G26542 | Voormalige R.K. jongensschool |
| Pastorie / Voormalig klooster |          | Willem de Gier W.C van Erp en H.M. Vorstermans | Voorstraat 73    | 51° 46' 10" NB, 5° 18' 20" OL | 0263/G26543 | Pastorie / Voormalig klooster |
| Woonhuis                      | 1880     |                                                | Voorstraat 74    | 51° 46' 14" NB, 5° 18' 30" OL | 0263/G26544 | Woonhuis                      |
| Woonhuis                      | 1880     |                                                | Voorstraat 91    | 51° 46' 8" NB, 5° 18' 14" OL  | 0263/G26545 | Woonhuis                      |

## Well
De plaats Well kent 6 gemeentelijke monumenten:
| Object          | Bouwjaar | Architect | Locatie              | Coördinaten                   | Nr.         | Afbeelding        |
| --------------- | -------- | --------- | -------------------- | ----------------------------- | ----------- | ----------------- |
| Trafohuisje     |          |           | Dreef bij 1          | 51° 44' 41" NB, 5° 12' 20" OL | 0263/G08108 | Trafohuisje       |
| Dorpspomp       | 1921     |           | Dreef bij 12         | 51° 44' 43" NB, 5° 12' 23" OL | 0263/G08109 | Dorpspomp         |
| (Woon)boerderij | 1860     |           | Heust 27             | 51° 44' 53" NB, 5° 12' 15" OL | 0263/G08110 | (Woon)boerderij   |
| Windmotor       |          |           | 't Singeltje (Heust) | 51° 44' 51" NB, 5° 12' 20" OL | 0263/G08111 | Meer afbeeldingen |
| Boerderij       | 1820     |           | Slijkwellsestraat 8  | 51° 44' 55" NB, 5° 11' 38" OL | 0263/G08112 | Boerderij         |
| Weegbrug        |          |           | Wellsedijk bij 29    | 51° 44' 34" NB, 5° 12' 12" OL | 0263/G08113 | Weegbrug          |

## Wellseind
De plaats Wellseind kent 6 gemeentelijke monumenten:
| Object                      | Bouwjaar | Architect | Locatie                | Coördinaten                   | Nr.         | Afbeelding                  |
| --------------------------- | -------- | --------- | ---------------------- | ----------------------------- | ----------- | --------------------------- |
| Trafohuisje                 |          |           | Klemit 15              | 51° 45' 46" NB, 5° 10' 49" OL | 0263/G08114 | Trafohuisje                 |
| Boerderij (alleen voorhuis) | 1861     |           | Klemit 24              | 51° 45' 48" NB, 5° 10' 49" OL | 0263/G08115 | Boerderij (alleen voorhuis) |
| Boerderij                   |          |           | Lenshoek 8             | 51° 45' 50" NB, 5° 10' 44" OL | 0263/G08116 | Upload foto                 |
| (Woon)boerderij             |          |           | Wellseindsedijk 20     | 51° 45' 44" NB, 5° 10' 45" OL | 0263/G08117 | Upload foto                 |
| Grenspaal                   |          |           | Wellseindsedijk bij 36 | 51° 45' 46" NB, 5° 10' 30" OL | 0263/G08118 | Grenspaal                   |
| Boerderij                   |          |           | Wellseindsestraat 2    | 51° 45' 47" NB, 5° 10' 48" OL | 0263/G08119 | Upload foto                 |

Aalten · 
Apeldoorn · 
Arnhem · 
Barneveld · 
Berkelland · 
Beuningen · 
Bronckhorst · 
Brummen · 
Buren · 
Culemborg · 
Doesburg · 
Doetinchem · 
Druten · 
Duiven · 
Ede · 
Elburg · 
Epe · 
Ermelo · 
Groesbeek · 
Harderwijk · 
Hattem · 
Heerde · 
Heumen · 
Lingewaard · 
Lochem · 
Maasdriel · 
Montferland · 
Neder-Betuwe · 
Nijkerk · 
Nijmegen · 
Nunspeet · 
Oldebroek · 
Oost Gelre · 
Oude IJsselstreek · 
Overbetuwe · 
Putten · 
Renkum · 
Rheden · 
Rozendaal · 
Scherpenzeel · 
Tiel · 
Ubbergen · 
Voorst · 
Wageningen · 
West Betuwe · 
West Maas en Waal · 
Westervoort · 
Wijchen · 
Winterswijk · 
Zaltbommel · 
Zevenaar · 
Zutphen